# Fittipaldi F9
O F9 é o modelo da Equipe Fittipaldi, antiga Copersucar, da temporada de 1982 da Fórmula 1. Condutor: Chico Serra.
Foi o último modelo da Fittipaldi na categoria.

## Resultados[1]
(legenda)
|      |    |                      |   |    |             |     |     |     |       |     |     |     |     |     |     |     |     |     |     |     |     |        |     |  |  |  |
|      |    |                      |   |    |             | RSA | BRA | USW | SMR   | BEL | MON | USE | CAN | NED | GBR | FRA | GER | AUT | SWI | ITA | LVG |        |     |  |  |  |
| 1982 | F9 | Ford Cosworth DFV V8 | G | 20 | Chico Serra |     |     |     | [ 2 ] |     |     |     |     |     |     | NQ  | 11  | 7   | NQ  | 11  | NQ  | 01 (1) | 13º |  |  |  |

↑1  Utilizou o F8D no GP da África do Sul até a Grã-Bretanha marcando no total de 1 ponto.